# Castanopsis sieboldii
Castanopsis sieboldii là một loài thực vật có hoa trong họ Fagaceae. Loài này được (Makino) Hatus. mô tả khoa học đầu tiên năm 1971.

## Hình ảnh

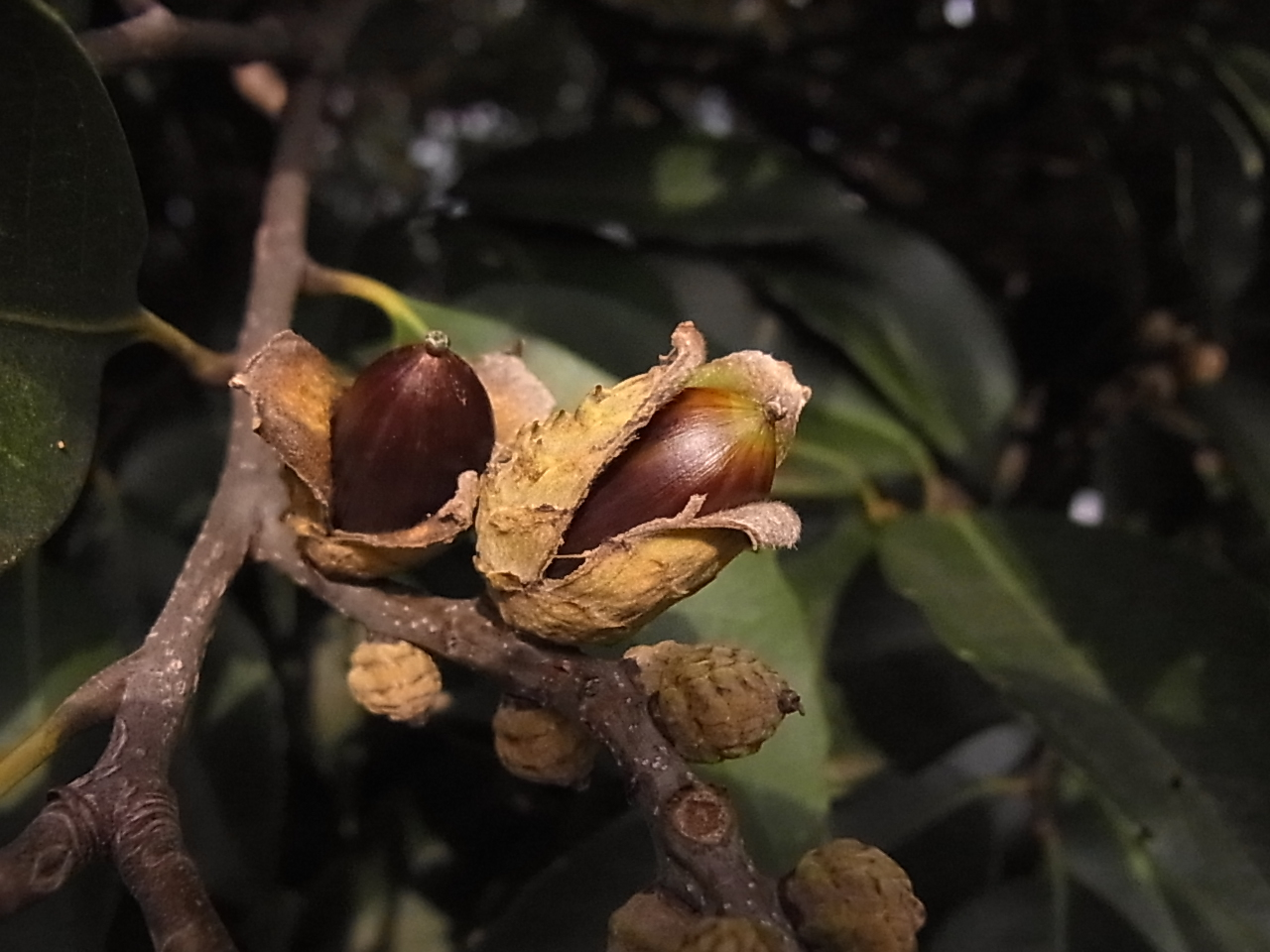
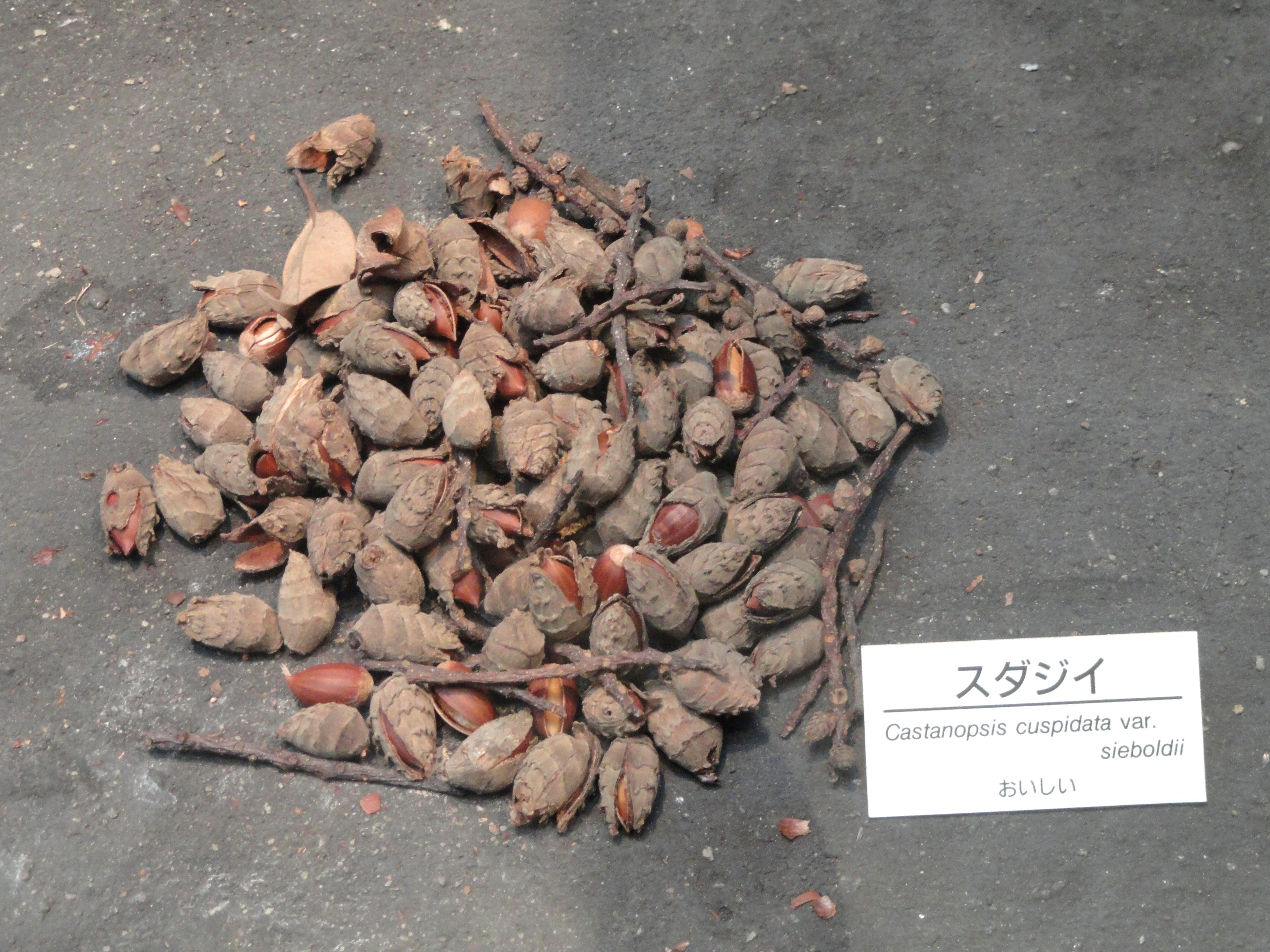
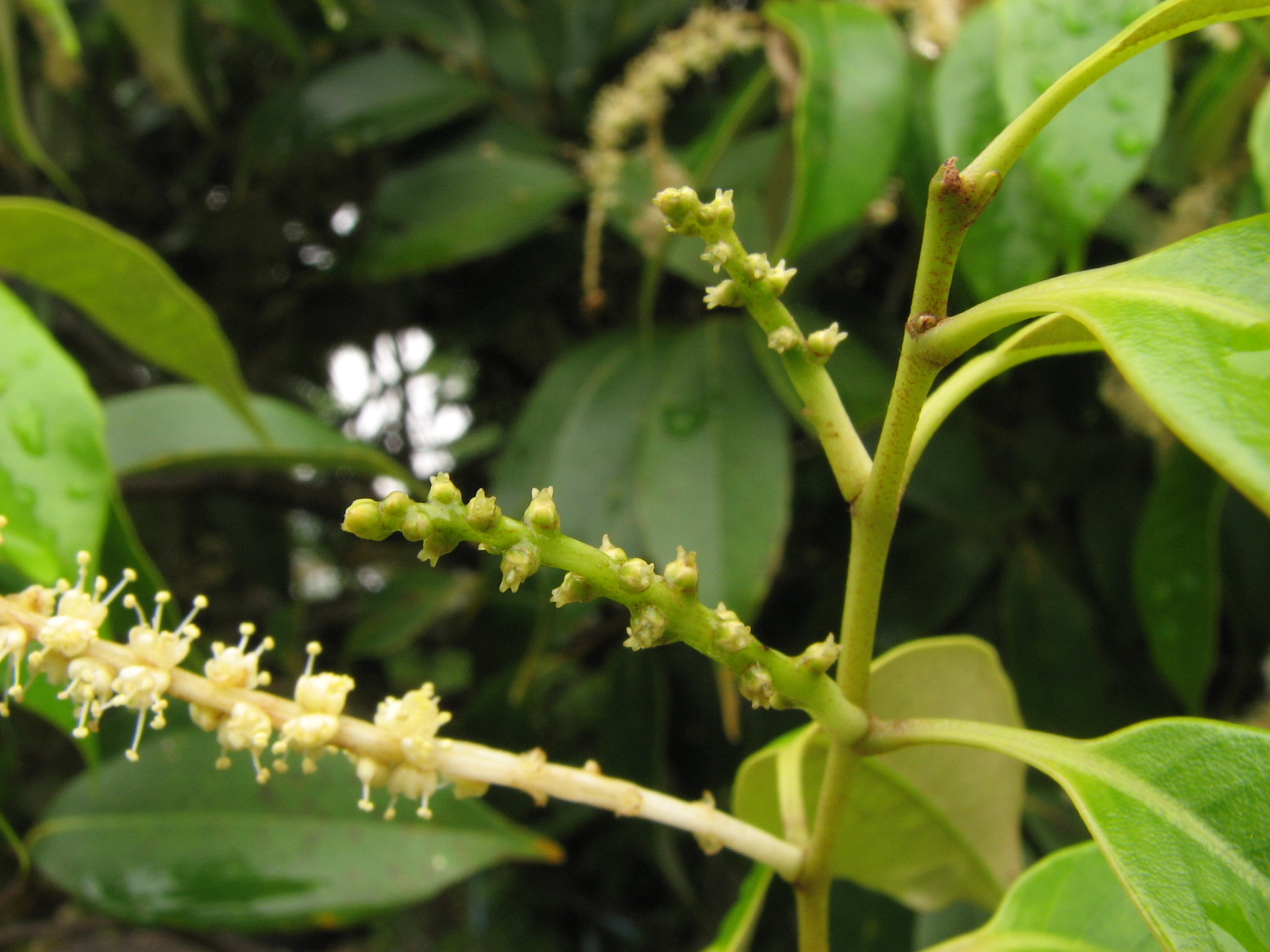
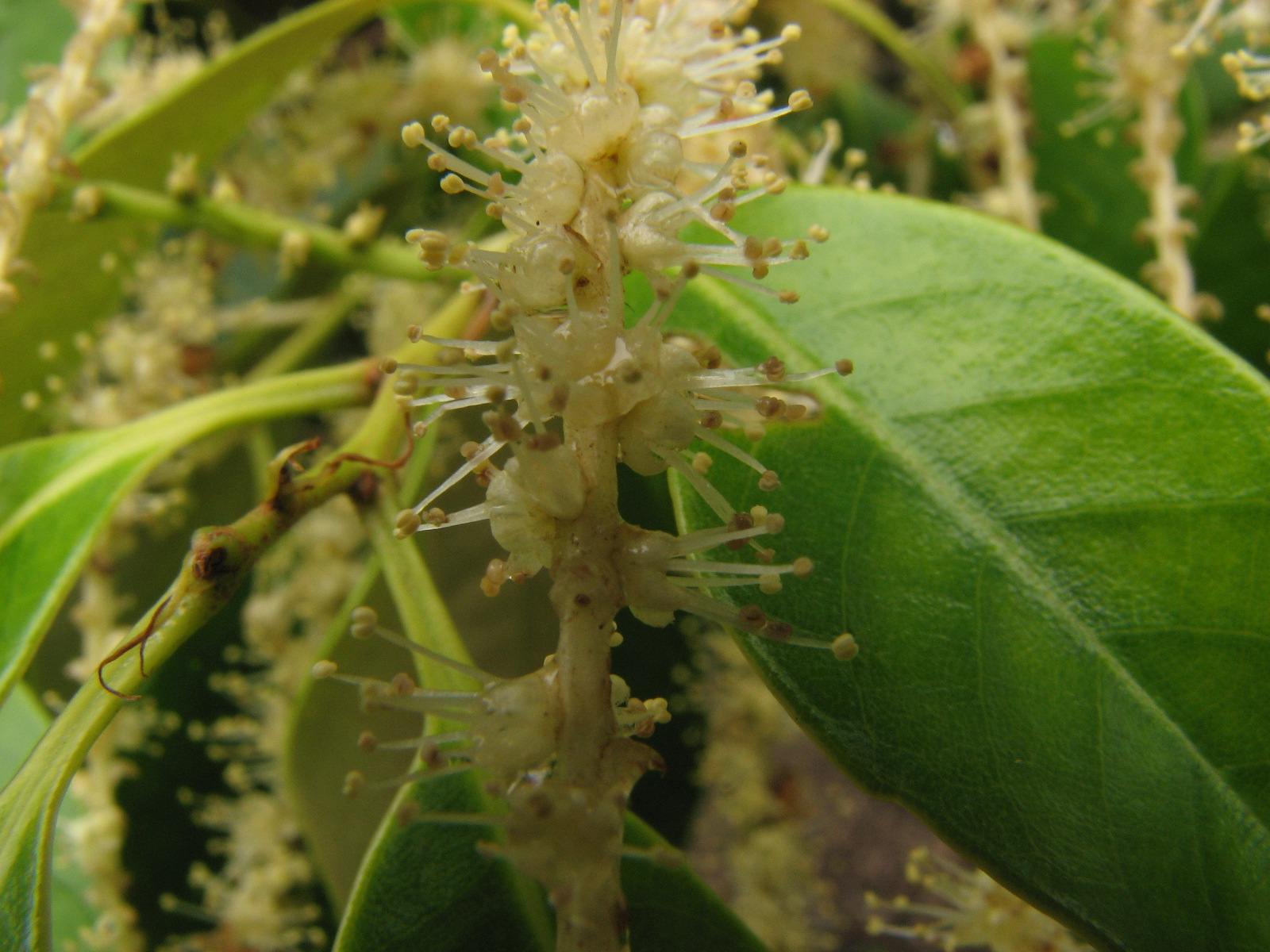